# のびのびノンちゃん
のびのびノンちゃんは、NHK教育テレビジョンで1990年4月4日から1996年3月4日までにかけて放送された小学校1年生向けの人形劇による道徳番組である。

## 概要
アライグマの女の子であるノンちゃんを主人公に、動物たちが様々な出来事を通し成長していく物語である。
『魔女の宅急便』や『小さなおばけシリーズ』で知られる角野栄子が本番組の脚本を担当している。

## 放送時間
| 年度        | 本放送時間        | 再放送時間        |
| ----------- | ----------------- | ----------------- |
| 1990 - 1991 | 水曜日09:45-10:00 | 金曜日10:00-10:15 |
| 1992 - 1995 | 月曜日09:30-09:45 | 木曜日09:00-09:15 |

## 出演者
ノンちゃん
声 - 鶴ひろみ
ノンちゃんのお母さん
声 - 吉田理保子
ノンちゃんのお父さん
声 - 稲葉実
たぬくん声 - 野沢雅子
タヌキの男の子。2月生まれ。
うりちゃん
声 - 島津冴子
ウサギの女の子。
うりちゃんのお母さん
声 - 滝沢ロコ
やまねこさん
声 - 斎藤隆
あなちゃん
声 - 横田みはる
あなちゃんのお母さん
声 - 野沢雅子
やまちゃん
声 - 滝沢ロコ
リコチャン
声 - 高山みなみ
くまのなんでもや
声 - 川久保潔
ツネヤマ先生
声 - 池田秀一
きつねのおばあちゃん
声 - 野沢雅子

## 放送リスト
偶数年度に新作放送、奇数年度に前年度の再放送を繰り返した。

### 第1期（1990年 - 1991年）
| 回 | タイトル                       | 初回放送日     |
| -- | ------------------------------ | -------------- |
| 1  | おおきくなりたい               | 1990年04月04日 |
| 2  | クーちゃんがしゃべった         | 1990年04月25日 |
| 3  | 森っておしゃべり               | 1990年05月09日 |
| 4  | 森ってまほうつかい             | 1990年05月23日 |
| 5  | ぼく がっこうにいかない        | 1990年06月06日 |
| 6  | おててつないでいこう           | 1990年06月20日 |
| 7  | みんなみんなのきもだめし       | 1990年07月04日 |
| 8  | きれいにしてあげる             | 1990年08月29日 |
| 9  | たいふう，おおあめ，そのあとは | 1990年09月12日 |
| 10 | みんなみんなだいきらい         | 1990年09月26日 |
| 11 | がいこくのおじさん             | 1990年10月12日 |
| 12 | だれかがのぞいてる             | 1990年10月24日 |
| 13 | みんなでおみせやさん           | 1990年11月07日 |
| 14 | いいもの あつめた              | 1990年11月21日 |
| 15 | おお さむさむ                  | 1990年12月05日 |
| 16 | おさかなさん ありがとう        | 1991年01月09日 |
| 17 | とんでいった絵                 | 1991年01月23日 |
| 18 | いやいやあとで                 | 1991年02月06日 |
| 19 | せなか まんまる                | 1991年02月20日 |
| 20 | おたんじょうび おめでとう      | 1991年03月06日 |

### 第2期（1992年 - 1993年）
| 回 | タイトル                          | 初回放送日     |
| -- | --------------------------------- | -------------- |
| 1  | にゅうがくしき                    | 1992年04月06日 |
| 2  | おはようございます おやすみなさい | 1992年04月20日 |
| 3  | ことりさん ごめんなさい           | 1992年05月07日 |
| 4  | いちごつみ                        | 1992年05月18日 |
| 5  | おとうさんのあし                  | 1992年06月01日 |
| 6  | ちょっとまって                    | 1992年06月15日 |
| 7  | はじめてのしゅくだい              | 1992年06月29日 |
| 8  | あきまつり                        | 1992年08月31日 |
| 9  | ぼくもいれて                      | 1992年09月14日 |
| 10 | おるすばん                        | 1992年09月28日 |
| 11 | おてつだいをみつけた              | 1992年10月12日 |
| 12 | 山にいこう                        | 1992年10月26日 |
| 13 | とまらない とまらない             | 1992年11月09日 |
| 14 | クーちゃんがいない                | 1992年11月26日 |
| 15 | おくりものは ありがとう           | 1992年12月07日 |
| 16 | うたをつくってうたったよ          | 1993年01月11日 |
| 17 | いっしょにあそぼ                  | 1993年01月25日 |
| 18 | とんとんとん おげんきですか       | 1993年02月08日 |
| 19 | 木に字がかいてある                | 1993年02月22日 |
| 20 | たいへんだ もうじき2年生          | 1993年03月08日 |

### 第3期（1994年 - 1995年）
| 回 | タイトル                                             | 初回放送日     |
| -- | ---------------------------------------------------- | -------------- |
| 1  | 一年生ってどんなきもち                               | 1994年04月04日 |
| 2  | わたしのせんせい                                     | 1994年04月18日 |
| 3  | みどりの森おいしい森                                 | 1994年05月02日 |
| 4  | やくそくがいっぱい                                   | 1994年05月16日 |
| 5  | どうしようどうしよう                                 | 1994年05月30日 |
| 6  | 雨のおくりもの                                       | 1994年06月13日 |
| 7  | そんなのへいき                                       | 1994年06月27日 |
| 8  | 赤ちゃんのかお                                       | 1994年09月01日 |
| 9  | まっくろくろとお月さま                               | 1994年09月12日 |
| 10 | みんなみんな一年生                                   | 1994年09月26日 |
| 11 | みんなにげちゃった                                   | 1994年10月13日 |
| 12 | リレーマラソンたいかい                               | 1994年10月24日 |
| 13 | にんじんのしっぽ だいこんのしっぽ ノンちゃんのしっぽ | 1994年11月07日 |
| 14 | お日さまのかお                                       | 1994年11月21日 |
| 15 | 年のおわりはいそがしい                               | 1994年12月05日 |
| 16 | 木・一本                                             | 1995年01月09日 |
| 17 | ゆきだるまのさんぽ                                   | 1995年01月23日 |
| 18 | ごめんなさいがいえないの                             | 1995年02月06日 |
| 19 | タイムカプセル                                       | 1995年02月20日 |
| 20 | もうすぐ二年生                                       | 1995年03月06日 |

## スタッフ
- 原作・脚本 - 角野栄子
- キャラクターデザイン - 黒井健
- 音楽 - 比呂公一

## 書籍
- のびのびノンちゃんシリーズ（ポプラ社）作：角野栄子、絵：黒井健・小堤一明
  - もりはなんでもやさん（1993年11月・第3話）
  - クーちゃんのはじめてのおしゃべり（1994年3月・第2話）
  - みんなでおみせやさん（1995年1月・第13話）